# تنظير بالموجات فوق الصوتية
تنظير بالموجات فوق الصوتية (بالإنجليزية: Endoscopic ultrasound)‏ هو إجراءٌ طبي يُستعمل فيه التنظير الداخلي مع التصوير بالموجات فوق الصوتية للحصول على صورٍ للأعضاء الداخلية في الصدر والبطن والقولون. يُمكن أن تستخدم لرؤية جدران هذه الأعضاء أو لإلقاء نظرة قريبة عليها.